# Schloss Babelsberg

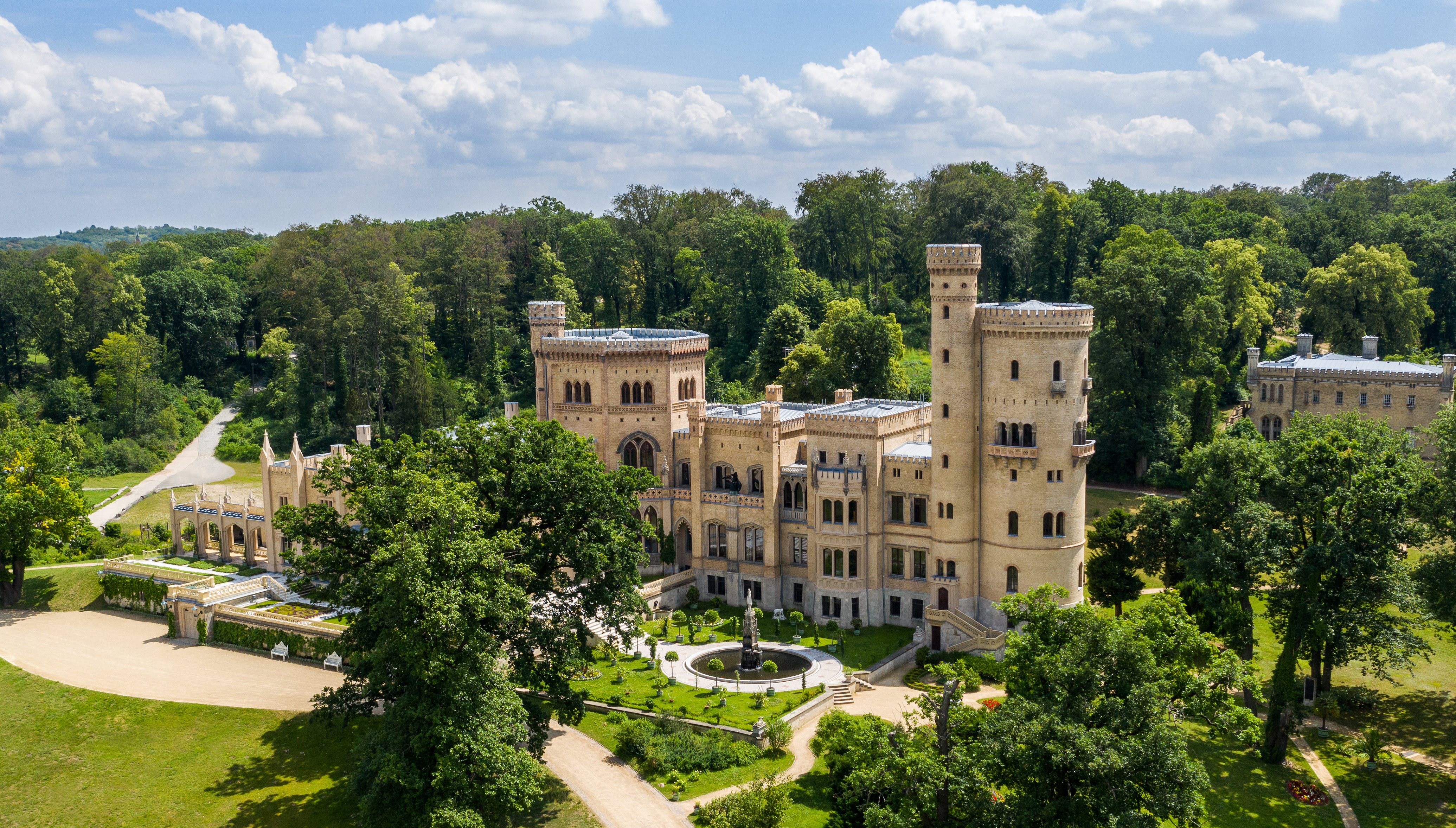
Luftaufnahme von Schloss Babelsberg (Nordseite) mit dem Schlossküchengebäude am rechten Bildrand (2019)

Schloss Babelsberg ist der ehemalige Sommersitz des deutschen Kaisers Wilhelm I. Es liegt im Park Babelsberg im Potsdamer Stadtbezirk Babelsberg und wurde ab 1834 im Tudorstil erbaut, angelehnt an das englische Windsor Castle. Die Residenz wurde in zwei Phasen errichtet. Zunächst entstand 1834/35 nach Entwürfen des Architekten Karl Friedrich Schinkel der östliche Bereich mit Zimmern für Wilhelm und seine Gemahlin Augusta. Zwischen 1844 und 1849 wurde nach Planung von Ludwig Persius der westliche Schlosskomplex mit Festsälen und Räumen für die beiden Kinder des Prinzenpaares angebaut. Das Schloss war Schauplatz bedeutender historischer Ereignisse. Dazu gehörten unter anderem ein Besuch der britischen Königin Victoria 1858, die Ernennung Otto von Bismarcks zum preußischen Ministerpräsidenten 1862 und die Unterzeichnung des sogenannten Sozialistengesetzes 1878.
Nach dem Tod Wilhelms I. 1888 verlor das Schloss seine politische und kulturelle Bedeutung. Eine vom preußischen Oberhofbaurat Albert Geyer geplante Umgestaltung zu einem Sommersitz des deutschen Kronprinzen Wilhelm wurde 1908 nach ersten vorbereitenden Baumaßnahmen aus Kostengründen verworfen. Nach dem Ende der Monarchie führte die Verwaltung der Staatlichen Schlösser und Gärten Preußens das Schloss 1927 bis zum Ende des Zweiten Weltkrieges als Museum. Auf Anordnung der Justizabteilung der sowjetischen Militäradministration brachte das Land Brandenburg ab 1949 die Zentrale Richterschule im Schloss unter. 1954 hatte die Hochschule für Filmkunst ihren Sitz im Schloss, den sie wegen der Errichtung der Berliner Mauer in unmittelbarer Nähe Anfang der 1960er Jahre verlassen musste. 1963 bis zur deutschen Wiedervereinigung beherbergte das Schloss das Museum für Ur- und Frühgeschichte. 1990 nahm die UNESCO Schloss Babelsberg als Teil der Berlin-Potsdamer Residenzlandschaft ins Weltkulturerbe auf. Zwischen 2013 und 2016 sanierte die Stiftung Preußische Schlösser und Gärten Berlin-Brandenburg die Fassaden und Terrassen des Schlosses. Seit 2019 werden die Innenräume instand gesetzt, um sie der Öffentlichkeit wieder als Museum zugänglich zu machen.

## Geschichte

### Baugeschichte

#### Bauherren
Der spätere Bauherr von Schloss Babelsberg, Prinz Wilhelm, hatte als zweitältester, zunächst noch unverheirateter Sohn König Friedrich Wilhelms III. vorerst traditionell kein Anrecht auf eine eigene Sommerresidenz und einen eigenständigen Hofstaat. Er bezog deshalb Mitte der 1820er Jahre lediglich eine Wohnung im Neuen Palais, einem am Westrand von Park Sanssouci gelegenen Potsdamer Schloss. Erst nach der Heirat mit Augusta von Sachsen-Weimar-Eisenach 1829 genehmigte der König dem Prinzen den Bau eines Schlosses. Bis zum Ende der Bauarbeiten von Schloss Babelsberg 1835 blieb das Prinzenpaar während der Sommermonate im Neuen Palais wohnen.
Auf den Babelsberg, eine Sandanhöhe, machte der Generaldirektor der königlich-preußischen Gärten, Peter Joseph Lenné, den Prinzen aufmerksam. Während eines Hoffestes bei Schloss Glienicke, das Wilhelms Bruder Carl gehörte, soll er Wilhelm 1826 das Areal auf der gegenüberliegenden Seite der Glienicker Lake gezeigt haben. Der Standort des späteren Schlosses auf halber Höhe des Hügels wurde so gewählt, dass sich ein 180-Grad-Panorama auf die Potsdamer Seenlandschaft bietet. Das Schloss wurde in die bestehenden Sichtachsen der umgebenden Berlin-Potsdamer Schlossparkanlagen einbezogen. So zeigt eine Ansicht des preußischen Hofmalers Carl Graeb aus den 1860er Jahren neben dem Schloss links im Hintergrund das Marmorpalais am Heiligen See und das Belvedere auf dem Pfingstberg. Auf dem Bild ist rechts von Schloss Babelsberg die von Schinkel erbaute steinerne Glienicker Brücke zu sehen, der Vorgängerbau des heutigen Flussüberganges. Der König übertrug Prinz Wilhelm den Babelsberg am 3. August 1833.
Vorgesehen war zunächst ein Schloss von geringer Größe, denn Wilhelm rückte erst 1840 in den Rang eines Kronprinzen auf. Bis dahin waren seine finanziellen Möglichkeiten und Repräsentationspflichten begrenzt. So konnte ab 1834 zunächst nur ein vergleichsweise kleiner Sommersitz entstehen, der östliche Teil des heutigen Schlosses. Mit dem Einzug in einen eigenen Landsitz bei Potsdam folgte Wilhelm dem Beispiel seiner Brüder. Kronprinz Friedrich Wilhelm und Carl verfügten bereits mit Schloss Charlottenhof und Schloss Glienicke über Sommerresidenzen.
Als Bauherrin setzte sich Wilhelms Gemahlin Augusta für einen neogotischen Stil des künftigen Schlosses ein. Eine für die Zeitgenossen ebenso übliche Orientierung an antiken und italienischen Vorbildern lehnte sie für Schloss Babelsberg ab. Derartige Planungen hatten der künstlerisch interessierte preußische Kronprinz Friedrich Wilhelm und der Leiter der preußischen Oberbaudeputation, Karl Friedrich Schinkel, vorgesehen. Sie befürworteten eine klassizistische Villa mit umgebenden Terrassen. Die rechteckige Villa sollte, wie der Kronprinz in einer eigenhändigen Skizze von 1826 darlegte, im Westen von einer langen Pergola und im Osten von einer Eingangsvorhalle flankiert werden. Weiter südlich, auf der höchsten Erhebung des Babelsberges, dachte er an die Errichtung eines Bergfriedes. Friedrich Wilhelm wollte ihn als Belvedere errichtet sehen. Für die Zurückweisung dieser Ideen macht die Historikerin Karin Feuerstein-Praßer eine Rheinlandreise der Prinzessin Augusta verantwortlich: 1830 hatte sie zusammen mit ihrem Gemahl die mittelalterlichen Burgen zwischen Mainz und Koblenz gesehen, darunter auch die von Wilhelms Vetter Friedrich von Preußen im Stil des 19. Jahrhunderts wieder aufgebaute Burg Rheinstein.
Als Bauherrin nahm Augusta einigen Einfluss auf den Schlossbau. Nachdem sie sich mit architekturtheoretischen Werken und Stichen von englischen Landsitzen auseinandergesetzt hatte, fertigte sie eigenhändig Skizzen an und forderte die verantwortlichen Architekten auf, ihre Entwürfe umzusetzen. Die Mauern des Schlosses sollten demnach aus Backstein und die Fassade aus Sandstein errichtet werden. Augusta widmete sich in den folgenden Jahren ebenfalls der Innenausstattung von Schloss Babelsberg.

#### Bauentwicklung
Als möglicher Architekt für den Schlossbau kam der Bauinspektor und ehemalige Schinkelschüler Ludwig Persius in Frage. Ende der 1820er Jahre hatte er während des Umbaus der Schlösser Charlottenhof und Glienicke in Zusammenarbeit mit seinem Lehrmeister Schinkel erstmals eigenständige architektonische Akzente gesetzt. Den Vorstellungen Augustas versuchte Persius in einem Entwurf von 1831 entgegenzukommen. Er schlug eine kubische Bauform mit Spitzbögen und Zinnen vor. Der Entwurf lehnte sich an die italienische Burgenarchitektur des Mittelalters an.
Augusta favorisierte inzwischen Vorbilder der englischen Gotik und befürwortete eine Orientierung an Windsor Castle. Mit einem englisch inspirierten Schloss und Landschaftsgarten wollte Augusta ihre persönlichen Sympathien für das liberal regierte Großbritannien ausdrücken. Die Prinzessin legte Persius einen Entwurf für ein Cottage vor. Ihre Zeichnungen weichen kaum von einem Blatt in Robert Lugars Buch Architectural sketches for cottages, rural dwellings, and villas, in the Grecian, Gothic, and fancy styles ab. Augusta änderte gegenüber der Vorlage die Funktion der Räume, flachte einen Giebel ab, ergänzte einen Fahnenmast und fügte eine Treppe zu einer Terrasse ein. Ihren Entwurf ließ sie von Persius weiterbearbeiten.

##### Unter Schinkel
Den Bauauftrag erhielt 1833 allerdings nicht Persius, sondern Schinkel. Der neue Architekt hatte 1826 selbst England bereist und war dadurch mit neogotischen Schlossanlagen vertraut. Darüber hinaus hatte Schinkel Einfluss auf die Restaurierungsmaßnahmen der Marienburg genommen. Die stark beschädigte Anlage diente im 14. und 15. Jahrhundert den Hochmeistern des Deutschen Ordens als Sitz. Persius blieb unter Schinkel Bauleiter und Entwurfsbearbeiter.
Schinkel entschied sich in seinem Entwurf vom Oktober 1833 ebenfalls für einen gotischen Stil. Der Entwurf zeigt eine im Vergleich mit früheren Plänen deutlich größere Anlage. Klinkott geht daher davon aus, dass die weniger kostspieligen ursprünglichen Vorschläge lediglich den Zweck erfüllen sollten, den geldgebenden König zu einer Zustimmung zu bewegen. Das Schloss sollte nach Schinkels Plan aus zwei asymmetrischen hintereinander versetzten Baukörpern bestehen. Der vordere Flügel entstand als ein von Osten nach Westen höher werdender Baukörper. Den östlichen Beginn bildete die Pergola als niedrigster Bauteil, daran anschließend folgt der höhere Wohnbau und am westlichen vorderen Abschluss der Oktogonturm. Schinkels Entwurf folgend sollte auf den Oktogonturm ein zunächst rechtwinklig und dann schräg abzweigender Verbindungsbau folgen, an welchen sich der rückwärtige Schlossflügel anschließen sollte. Ihn wollte Schinkel durch mehrere Türme aufwerten. In der Mitte sollte ein hoher Pfeilerturm mit spitz zulaufendem Dach aufragen. Am westlichen Ende des hinteren Flügels sah er einen schmaleren Fahnen- und einen breiteren Rundturm vor. Auf Augustas Wunsch hin war noch ein weiterer Anbau vorgesehen: Schinkel zeichnete rechtwinklig zur Pergola, an der Rückfront des Schlosses, ein „Pflanzenhaus“ ein, das außerdem einen Festsaal aufnehmen sollte. Der Teil des Schlosses wurde jedoch nie ausgeführt. Die Fassade ließ Schinkel durch große Fenster gliedern. Zahlreiche kleinere Türme sollten das Bauwerk wie eine mittelalterliche Burg erscheinen lassen.
Über die Bauarbeiten ist kaum etwas bekannt, da entsprechende Akten aus der Schinkelzeit fehlen. Der Kunsthistoriker Johannes Sievers nimmt an, dass die Kommunikation zwischen Schinkel und dem Prinzenpaar überwiegend mündlich erfolgte. Der Baufortschritt lässt sich durch Briefe Augustas und Wilhelms rekonstruieren. So begannen die Fundamentarbeiten im Frühjahr 1834. Im Oktober 1834 war der Bau so weit fortgeschritten, dass sich Augusta erste Gedanken über die Möblierung der Räume machte. Zu Schinkels Lebzeiten konnte aus Kostengründen jedoch nur der vordere Bauteil des ursprünglichen Plans in vereinfachter Gestaltung verwirklicht werden. Schinkels Vorhaben, die Fassade des Schlosses ausschließlich aus Ziegelsteinen zusammenzusetzen, ließ sich ebenfalls nicht umsetzen. Für Gesimse, Profile und andere Bauelemente wurde auf weniger teure Materialien zurückgegriffen, beispielsweise auf Holz, Zement und Zink. Nur die Wandflächen des Schlosses bestanden größtenteils aus Ziegelsteinen. Da deren Form und Größe noch nicht genormt war, mussten im Mauerwerk häufig ungewöhnlich große Zwischenräume mit Mörtel ausgefüllt werden. Um dem Schloss trotz der zahlreichen unterschiedlichen Baumaterialien ein einheitliches Aussehen zu verleihen, erhielt es einen Kalkfarbenanstrich. Trotz der Schwierigkeiten mit den Baumaterialien war Schinkels Einsatz von Ziegelsteinen für seine Zeit neuartig, denn im frühen 19. Jahrhundert galten unverputzte Backsteinfassaden noch als ärmlich und wenig repräsentativ; für ein Schloss war sichtbares Backsteinmauerwerk nicht üblich. Zuerst Kirchen und später auch Privathäuser sollten jedoch dem Beispiel von Schloss Babelsberg folgen. Stefan Gehlen zählt das Gebäude zu den „prominentesten frühen Ziegelbauten des 19. Jahrhunderts“. In dieser Hinsicht sei es ähnlich bedeutend wie die Bauakademie und die Friedrichswerdersche Kirche in Berlin – ebenfalls Schöpfungen Schinkels.
Die Meinungsverschiedenheiten zwischen Bauherrin und Architekt führten dazu, dass Schinkel der Einweihung des Schlosses im Oktober 1835 fernblieb. Mehrfach hatte er seine Entwürfe den Wünschen Augustas angepasst. Persius klagte 1837 in einem privaten Brief an einen Vertrauten darüber, dass an das Bauprojekt ein „Amputiermesser“ gelegt worden sei. Zu einem stimmigen Erscheinungsbild fehlten Schinkel einige nicht ausgeführte Elemente. Aus diesem Grund ging er in seinem Buch Sammlung architektonischer Entwürfe nur in aller Kürze auf das Schloss ein. Eine Bedeutung für sein Gesamtschaffen kam dem Sommersitz dennoch zu. Schloss Babelsberg gilt als Schinkels erster rein neogotischer Profanbau. Die Einweihungsfeier fiel bewusst auf den 18. Oktober 1835. Das Datum war symbolträchtig – Augusta hatte genau vier Jahre vorher einen Sohn zur Welt gebracht: Friedrich Wilhelm, den späteren deutschen Kaiser Friedrich III. Augusta zeigte sich mit dem baulichen Ergebnis zufrieden. In einem Brief an ihre frühere Erzieherin, Amalie Batsch, äußerte sie am 15. Juli 1837: „Der Babelsberg ist sehr hübsch geworden, das Schlößchen ist ganz klein aber niedlich und bequem eingerichtet und die Aussicht ist wirklich schön“.
Jörg Meiner nimmt an, dass unter Schinkel kaum Möbelneuanfertigungen in Auftrag gegeben wurden. Vielmehr seien bereits vorhandene Stücke aus anderen Wohnungen des Prinzenpaares herbeigeschafft oder bei Händlern erworben worden. Darauf deutet hin, dass es in Schinkels Entwürfen keine Angaben zu einzelnen Möbeln gibt. Nur ein kleiner Teil der wenigen erhaltenen Möbel aus der frühen Bauperiode des Schlosses könnte auf die Planungen des Architekten zurückgehen. Sichere Belege dafür gibt es jedoch nicht. Hinsichtlich der Innenraumgestaltung waren Sievers nur zwei Skizzen Schinkels bekannt, eine davon zu Fensterwänden in Augustas Appartement und eine Ansicht zu der Wanddekoration des späteren Teesalons im Oktogon, zu dieser Zeit noch Speisesaal.

##### Unter Persius
Da Schinkel 1841 starb, übernahm nach langjähriger Bauunterbrechung Ludwig Persius für die Erweiterung des Schlosses die Oberleitung. Als neuer Hofbauinspektor fungierte Eduard Gebhard. Den Anstoß zu einem Erweiterungsbau hatte ein Thronwechsel gegeben: 1840 war König Friedrich Wilhelm III. gestorben. Sein kinderlos gebliebener Nachfolger Friedrich Wilhelm IV. erhob seinen jüngeren Bruder Wilhelm in den Rang eines preußischen Thronfolgers. Im folgenden Jahr erhielt Persius den Auftrag, neue Entwürfe für Babelsberg auszuarbeiten. Die Baupläne mussten jedoch mehrfach auf Druck Augustas geändert werden. Persius verwarf Schinkels Plan eines Pflanzen- und Festsaalhauses, das sich an die Pergola anschließen sollte. Um trotzdem einen großen repräsentativen Gesellschaftsraum im Schloss unterzubringen, entschied er sich für einen zweiten Oktogonturm. Dieser Bauteil übertrifft den vorderen achteckigen Turm an Breite und Höhe. Die von Schinkel vorgesehene höhenmäßige Ansteigung der Bauteile in westlicher Richtung bis zum Fahnenturm wurde durch den größeren Oktogonturm aufgegeben. Den Pfeilerturm in der Mitte des Erweiterungsflügels ließ Persius bald ebenfalls aus seinen Entwürfen verschwinden.
Als 1844 die Bauarbeiten wieder aufgenommen werden konnten, war Persius bereits ein todkranker Mann. Als er im Juli 1845 starb, standen lediglich die Grundmauern der Schlosserweiterung. Dennoch entstand der Erweiterungsbau größtenteils nach seinem Entwurf. Der sich an Schinkels Oktogonturm anschließende Bauteil nahm schließlich die Wohnung der beiden Kinder des Prinzenpaares auf: die Räume Friedrich Wilhelms und der 1838 geborenen Luise. Sie sollte später als Großherzogin von Baden an den Karlsruher Hof ziehen. Außerdem entstanden ein repräsentativer Festsaal – der sogenannte Tanzsaal – und ein über zwei Geschosse reichender Speisesaal.

##### Unter Strack
An die Stelle des verstorbenen Ludwig Persius trat 1845 der Hofbaurat Johann Heinrich Strack. Strack war wie Persius ein Schinkelschüler. Ab 1841 wirkte er als Professor an der Akademie der Künste. Nach der Fertigstellung von Schloss Babelsberg galt er in der öffentlichen Wahrnehmung als der bedeutendste Architekt Wilhelms I. So geht auf ihn auch die heute im Berliner Tiergarten stehende Siegessäule zurück, die an die deutschen Einigungskriege erinnert. Obwohl Strack für Schloss Babelsberg größtenteils an den Entwürfen von Persius festhielt, kam es unter ihm zu weiteren Änderungen an Schinkels ursprünglichen Plänen. Den Anbau versah er gegenüber Schinkels Schlossflügel mit mehr Türmen, Erkern und Altanen. Das Hauptaugenmerk des Architekten lag auf der Einrichtung der Innenräume und Schlossterrassen. Fenster und Türen entwarf Moritz Gottgetreu. Am 18. Oktober 1849 wurde das Schloss eingeweiht.

#### Terrassenanlegung
Für die Schlossterrassen trug der Fürst und Gartenkünstler Hermann von Pückler-Muskau die Verantwortung. Als Tochter des Großherzogs von Sachsen-Weimar-Eisenach kannte Augusta den Fürsten bereits vom Weimarer Hof. Pückler hatte dort in der Funktion eines Adjutanten ihrem Großvater gedient. Er war der neue Gartenkünstler, der Peter Joseph Lenné im Park Babelsberg ablöste. Pückler fand keinen Gefallen an der bis dahin das Schloss umgebenden kleiner dimensionierten Terrasse mit Rasenböschung. An ihrer Stelle ließ er bis 1844 vier große Terrassen anlegen. Die Anlagen wurden mit Mauern abgestützt und umfangreich mit Blumen und Plastiken verziert.

### Sommerresidenz Wilhelms I.
Im Unterschied zu den Sommerresidenzen anderer preußischer Könige, etwa den Schlössern in Paretz, Charlottenhof, Glienicke und auf der Pfaueninsel war Babelsberg kein sporadisch besuchter Herrschersitz. Wilhelm I. kam nahezu jedes Jahr im Sommer hierher. In seiner Zeit als deutscher Kaiser folgten seine Aufenthalte einem routinierten Jahresablauf. So verbrachte er den August auf Schloss Babelsberg. Von dort reiste er im September zu Kaisermanövern ab. Es folgten Aufenthalte bei seiner Tochter in Baden-Baden sowie in Berlin. Im November nahm Wilhelm I. an Hofjagden teil. Seinen Aufenthalt in Babelsberg nutzte Wilhelm meist für Spaziergänge oder Ausfahrten mit der Kutsche oder einem Schiff.

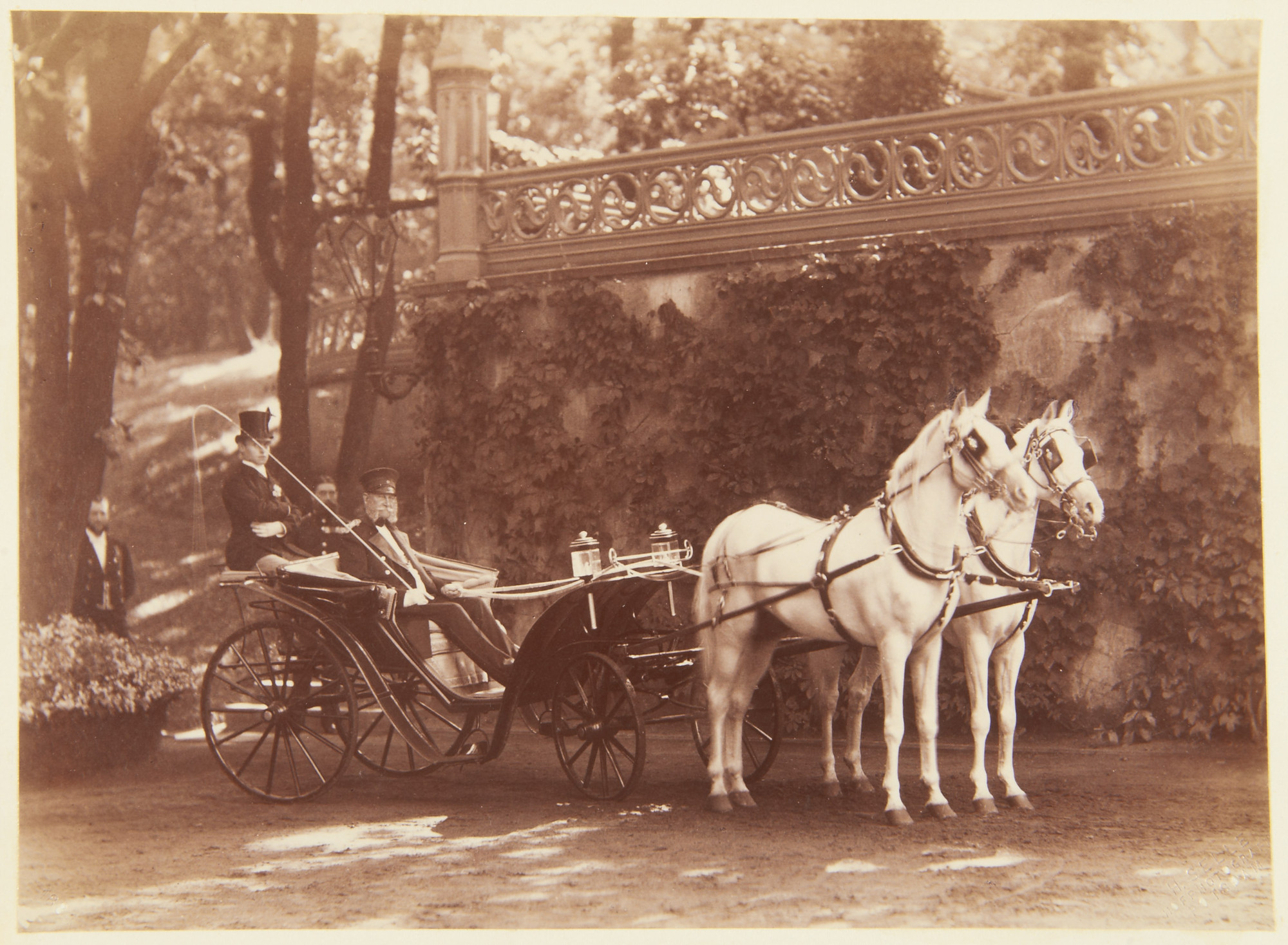
Kaiser Wilhelm I. in einem Phaeton vor der Terrasse von Schloss Babelsberg, Fotograf unbekannt, 1884

Schloss Babelsberg und das unmittelbare Umfeld bildeten mehrmals den Schauplatz historischer Ereignisse:
- Im Sommer 1858 besuchte die britische Königin Victoria ihre mit dem späteren preußischen Kronprinzen verheiratete gleichnamige Tochter in Schloss Babelsberg.[64] Das Prinzenpaar sollte ursprünglich das Neue Palais als Sommerresidenz beziehen, konnte aber wegen noch laufender Renovierungsarbeiten vorerst nur in Schloss Babelsberg Quartier nehmen.[65] Deshalb war Wilhelms Hofverwaltung für die Aufnahme und Versorgung der königlichen Gäste verantwortlich. Da das Schloss für einen solchen Empfang nicht ausgestattet war, mussten Möbel aus anderen Schlössern herbeigeschafft werden. Die britische Königin und ihr Gemahl blieben 14 Tage in Babelsberg. In dieser Zeit wurden auch Ausflüge in die nähere Umgebung unternommen, etwa Bootsfahrten auf der Havel und Besichtigungen berühmter Bauwerke.[66] Stefan Gehlen nimmt an, dass es neben den zahlreichen Zerstreuungen aber auch politische Unterredungen gab. So könnte sich Albert von Sachsen-Coburg und Gotha, der Gemahl Victorias, von einem Bündnis zwischen Preußen und Großbritannien Vorteile für seine eigene Dynastie erhofft haben: Im Falle einer von Preußen durchgesetzten Nationalstaatsgründung sollte der Verbündete dazu bewegt werden, von einer Auflösung der deutschen Kleinstaaten abzusehen.[67] Während ihres Besuches fertigten die britische Königin und ihre Tochter Skizzen an, die den Ausblick vom Schloss auf die Landschaft zeigen. Die Ansichten sind bis heute erhalten und Teil der Royal Collection.[68]
- Wilhelm bestieg nach dem Tod seines älteren Bruders 1861 im Alter von 64 Jahren den preußischen Thron. Als König Wilhelm I. ließ er sich keine neuen, repräsentativeren Wohnungen einrichten. Er behielt Schloss Babelsberg und das heutige Alte Palais in Berlin als Hauptwohnsitze bei.[69] Auch im September 1862 hielt sich Wilhelm in Schloss Babelsberg auf. Zu diesem Zeitpunkt hatte sich infolge von militärpolitischen Details ein Konflikt mit dem Abgeordnetenhaus gebildet. Der eskalierende Streit zwischen Krone und Parlament, der sogenannte preußische Verfassungskonflikt, veranlasste den König, einer Unterredung mit Otto von Bismarck, einem möglichen Kandidaten für das Ministerpräsidentenamt, zuzustimmen. Der preußische Kriegsminister Albrecht von Roon bat Wilhelm in Babelsberg nach einem Gottesdienst um eine baldige Audienz. Am darauffolgenden Tag, dem Nachmittag des 22. Septembers 1862, fand im Schloss und Park Babelsberg die historische Begegnung zwischen dem König und Bismarck statt. Das Resultat der Zusammenkunft war die Ernennung Bismarcks zum preußischen Ministerpräsidenten.[70]
- Am 23. Juli 1878 reiste Wilhelm I. aus Berlin nach Schloss Babelsberg an. Der deutsche Kaiser wollte sich hier von den Folgen eines am 2. Juni 1878 verübten Attentates erholen. Aus Furcht vor weiteren Anschlägen wurden die Sicherheitsvorkehrungen massiv erhöht und eine Postenkette um Schloss und Park Babelsberg eingerichtet. Militär sicherte das gesamte nähere Umfeld; der Verkehr auf Straßen wurde eingeschränkt und der Schiffsverkehr auf der nahen Havel untersagt.[71] Am 29. Juli 1878 verließ Wilhelm I. Babelsberg für einen Kuraufenthalt im böhmischen Teplitz.[72] Die Regierungsgeschäfte für den bei dem Attentat verletzten Monarchen übernahm sein Sohn, Kronprinz Friedrich Wilhelm. Er unterzeichnete am 21. Oktober 1878 in Schloss Babelsberg das sogenannte Sozialistengesetz, das Vereine, Versammlungen und Schriften der Sozialdemokratie verbot.[73]
- Am 2. Juni 1880 feierten der spätere Kaiser Wilhelm II. und Auguste Viktoria aus dem Haus Holstein in Schloss Babelsberg ihre Verlobung. Dem Ereignis waren politische Spannungen vorausgegangen, denn noch kurz vorher hatte der Vater von Auguste Viktoria, Friedrich VIII. von Schleswig-Holstein, Erbansprüche auf die von Preußen annektierten Herzogtümer Schleswig und Holstein erhoben. Erst dessen Tod im Januar 1880 leitete allmählich ein Ende des Konfliktes ein. Für die feierliche Anbahnung der ehelichen Verbindung lud Wilhelm I. im Sommer 1880 Mitglieder seiner eigenen Dynastie, aber auch die Verwandtschaft von Auguste Viktoria sowie Vertreter des Staates nach Schloss Babelsberg ein. Im Tanzsaal machte Graf von Schleinitz die offizielle Verlobung bekannt. Nach einer weiteren Ansprache Wilhelms I. nahmen die Versammelten an einem Bankett im Speisesaal teil. Das Fest erfüllte seinen vorgesehenen Zweck: Die Vorbehalte in der Hohenzollernfamilie gegenüber der künftigen Braut gingen zurück.[74]

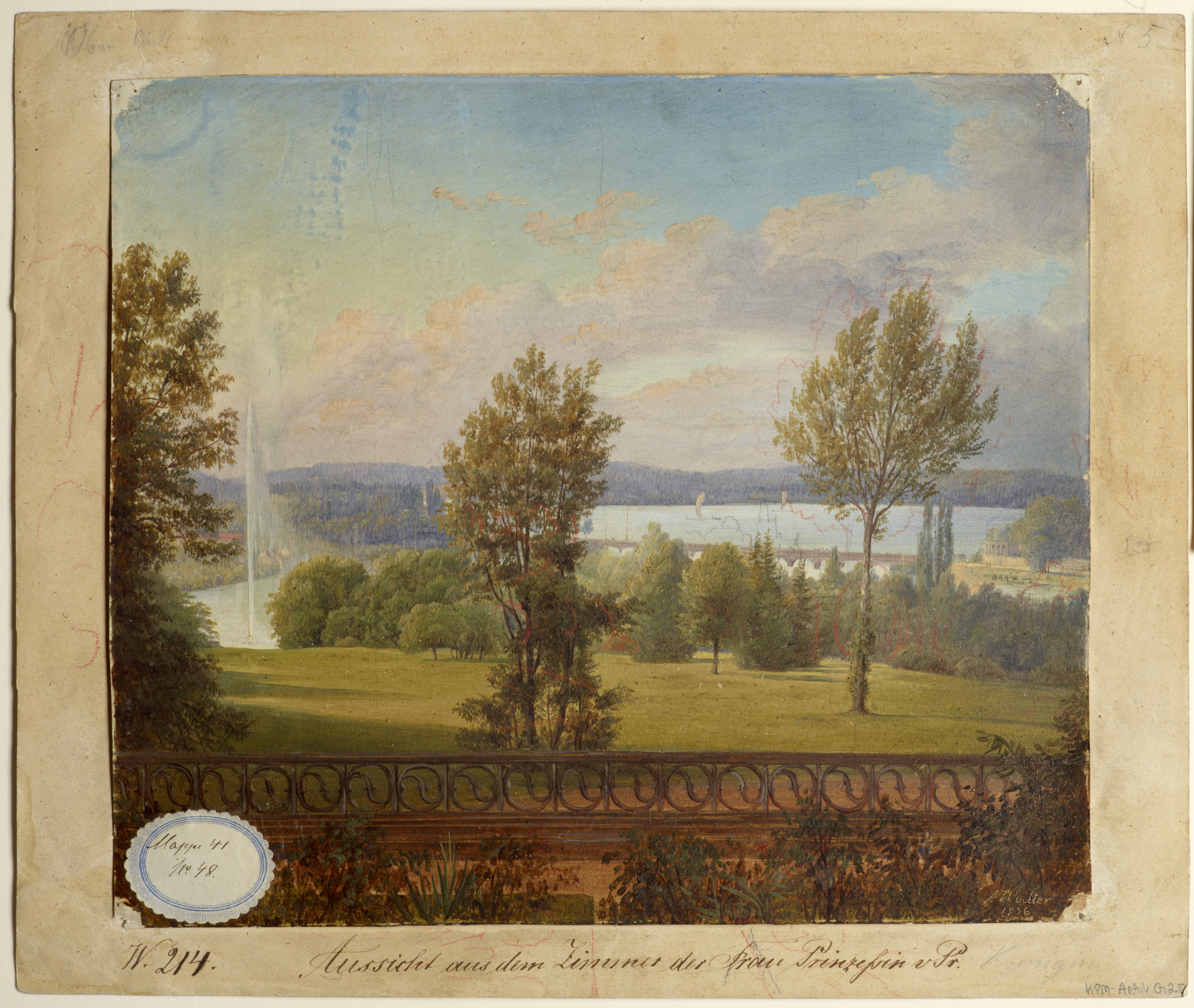
Aussicht aus dem Wohn- und Arbeitszimmer Augustas auf die Schlossterrasse, den Pleasureground und den Jungfernsee mit Glienicker Brücke, Ölskizze von Johann Christian August Walter, 1856

Mit der Aufgabe, das äußere Erscheinungsbild, aber auch die Innenräume des Schlosses künstlerisch festzuhalten, wurde Carl Graeb betraut. Der in Berlin ansässige Architektur- und Landschaftsmaler hatte sich Mitte des 19. Jahrhunderts bereits an dem preußischen Königshof Friedrich Wilhelm IV. einen Namen gemacht. Graeb genoss vor allem für seine Aquarell-Malerei großes Ansehen. Der Verlag Ferdinand Riegel veröffentlichte 1853 unter dem Titel „Album von Schloß Babelsberg, zwölf Aquarelle nach der Natur gezeichnet“ eine Bildserie Graebs, die überwiegend Innenräume darstellt. Die Ansichten des Malers sind heute eine wichtige Quelle für die Rekonstruktion der historischen Ausstattung des Schlosses im 19. Jahrhundert. Die Perspektive durch das Fenster von Augustas Wohn- und Arbeitszimmer hielt Johann Christian August Walter in einer Ölskizze fest. Die Landschaftsansicht verzierte später Porzellanservice. Rote Korrekturstriche auf dem Blatt zeugen von Korrekturanregungen durch Augusta selbst.

### Seit dem Tod Wilhelms I.
Nach dem Tod Wilhelms I. 1888 bevorzugten die kaiserlichen Nachfolger andere Schlösser als Wohnsitz. Kaiser Wilhelm II. hielt in den Sommermonaten meist Hof im Neuen Palais. Im Winter zog er mit seiner Familie in das Berliner Stadtschloss um. Das Schloss und der Park Babelsberg mit seinen Bauten standen nach Augustas Tod nunmehr täglich für Besucher offen. Im Schloss konnten für 25 Pfennig die Gesellschaftsräume und die Wohnräume Wilhelms I. besichtigt werden.
Anfang des 20. Jahrhunderts rückte Schloss Babelsberg wieder in den Blickpunkt der Hohenzollern. Kronprinz Wilhelm, der Sohn Wilhelms II., forderte eine den modernen Wohnstandards gerecht werdende Residenz. Sein bisheriger Wohnsitz in Potsdam, das Marmorpalais, war ein Bauwerk aus dem späten 18. Jahrhundert. Es konnte wegen der als erhaltenswert eingestuften historischen Ausstattung nicht grundlegend umgestaltet werden. Aus diesem Grund brachte der Minister des königlichen Hauses 1907 die ehemalige Sommerresidenz Wilhelms I. ins Gespräch. Es wurde überlegt, Schloss Babelsberg so zu erweitern, dass es der Kronprinz auch als vorgesehener späterer deutscher Kaiser noch hätte nutzen können. Der Plan war allerdings hoch umstritten, denn Wilhelm II. hatte gerade erst das Neue Palais unter hohem Kostenaufwand zu der wichtigsten kaiserlichen Residenz in Potsdam umgestalten lassen, sodass Kritiker in einem weiteren Bauprojekt keine Notwendigkeit sahen. Den Bedenken zum Trotz legte Oberhofbaurat Albert Geyer 1908 umfangreichere Entwurfsskizzen vor. Die Nordseite des Schlosses sollte nach Osten um das Doppelte verlängert und mit einem zweiten höheren Fahnenturm versehen werden. Geyer sah vor, dass von diesem Turm ein weiterer Flügel im rechten Winkel nach Süden abzweigen sollte. Auf diese Weise wäre an der Rückseite ein Ehrenhof entstanden, seitlich begrenzt von dem geplanten Südflügel und dem Oktogon des Tanzsaals. Kurz darauf kam es zu ersten Arbeiten auf dem Babelsberger Schlossgelände. Teile der Blauen Terrasse wurden für die Fundamentarbeiten abgerissen.
Wilhelm II. ließ die Bauaktivitäten jedoch frühzeitig einstellen. Er schreckte vor den veranschlagten Kosten zurück und erklärte, dass das Marmorpalais und das Potsdamer Stadtschloss für die Familie des Kronprinzen ausreichend seien. Schloss Babelsberg behielt infolgedessen sein auf Schinkel, Persius und Strack zurückgehendes Erscheinungsbild. Für den Kronprinzen entstand als Alternative von 1913 bis 1917 im Neuen Garten Schloss Cecilienhof.

#### Zeit als Schlossmuseum

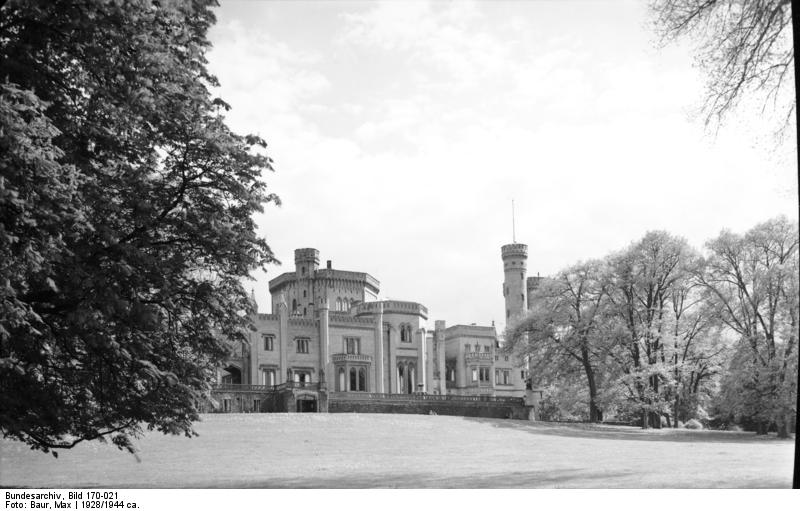
Schloss Babelsberg zwischen 1928 und 1944, Fotograf Max Baur

Im Zuge der Novemberrevolution von 1918/1919 wurde Wilhelm II. politisch entmachtet. Besitzungen der Hohenzollern wie Schloss Babelsberg wurden beschlagnahmt. Das führte in dem nun demokratisch verfassten deutschen Nationalstaat zu einem Rechtsstreit mit der Dynastie. Die Besitzverhältnisse von Park und Schloss Babelsberg blieben über Jahre ungeklärt. In der Folge wurde die Anlage nicht mehr gepflegt. Erst 1927 ging das Schloss in die Hand der Verwaltung der Staatlichen Schlösser und Gärten Preußens über. Die staatliche Behörde eröffnete das Schloss noch im selben Jahr als Museum. Die meisten Räume wurden der Öffentlichkeit zugänglich gemacht. Das Mobiliar und die Erinnerungsgegenstände der ehemaligen Schlossbewohner blieben, wie historische Fotografien zeigen, bis zum Ende des Zweiten Weltkrieges nahezu unverändert an Ort und Stelle.
In der Zeit des Nationalsozialismus nutzte das verstaatlichte Filmunternehmen UFA Schloss Babelsberg als Kulisse. Unter anderem drehte der Regisseur Wolfgang Liebeneiner in den Schlossräumen und in dem Park den NS-Propagandaspielfilm Bismarck von 1940. Stefan Gehlens Einschätzung nach stilisieren die Szenen Ministerpräsident Otto von Bismarck zu einem „entschlossene[n] Kriegsherr[n] und Wegbereiter Hitlers“. Der Film stellt auch die Unterredung Wilhelms I. mit Bismarck vom 22. September 1862 am historischen Originalschauplatz dar. Wilhelm I. erscheint dabei jedoch als bloße Nebenfigur und außerstande, die preußische Heeresreform gegen den Widerstand „geschickter Parlamentarier und Kompromißler“ fortzusetzen. Erst Bismarck kann, so die Erzählung des Filmes, die Staatskrise beenden.
Da angesichts des Luftkrieges über deutschen Städten Kunst und Mobiliar zunehmend gefährdet schienen, wurden während des Zweiten Weltkrieges sämtliche Objekte aus anderen Potsdamer Schlössern in den Kellern und Untergeschossen von Schloss Babelsberg untergebracht. Zweiunddreißig Gemälde kamen allein aus dem Potsdamer Stadtschloss nach Babelsberg. Als sich im Frühjahr 1945 die Rote Armee Potsdam näherte, wurden die Kunstwerke von Babelsberg, wo man Kampfhandlungen erwartete, nach Sanssouci gebracht. Die Rote Armee beschlagnahmte Teile der Schlossausstattung und transportierte sie als Trophäen in die Sowjetunion. Erst 1958 wurden einige der entwendeten Möbel und Gemälde zurückgegeben. Trotz der teilweisen Rückführung gelten etwa 250 Gemälde als verloren. Von den Möbeln des Schlosses existieren in den Depots noch etwa 60 % der Bestände.

#### Zeit der DDR
Ab 1948/1949 erhielt das Schloss eine neue Funktion: Nachdem dort zunächst das Zentralarchiv der sowjetischen Besatzungszone untergebracht werden sollte, ordnete die Rechtsabteilung der sowjetischen Militärverwaltung die Umgestaltung zu einer Richterausbildungsstätte an, die nötig wurde, weil die Gerichte zuvor in nationalsozialistische Verbrechen verwickelt waren. Es fehlte folglich an politisch unbelasteten Richtern und Staatsanwälten. Auch flohen unter den Bedingungen der Mangelwirtschaft viele Fachkräfte aus Brandenburg. Die „Volksrichterschule“ in Babelsberg sollte diesem Trend entgegenwirken und aus Sicht der Militäradministration dazu beitragen, ein ideologisch-sozialistisch zuverlässiges Gerichtswesen zu installieren. Der Schlossstandort bot sich an, da die Anlage weitgehend von Zerstörungen im Zweiten Weltkrieg verschont geblieben war. Die sowjetischen Militärs betrauten zunächst das Justizministerium des Landes Brandenburg mit Planungen für bauliche Veränderungen. Die Berliner Architekten Edgar Wedepohl und Hans Geber beaufsichtigten die Umgestaltungen zwischen Oktober 1948 und Juni 1949. Sie nahmen auf die historische Ausstattung in dem von Schinkel geschaffenen Schlossteil größere Rücksicht als in dem Erweiterungsbau von Persius und Strack. Neben dem Schloss, im nordöstlichen Areal von Park Babelsberg, entstanden in den folgenden Jahren zusätzliche Internatsgebäude. Sie wurden errichtet, weil die sowjetische Verwaltung ab März 1949 plante, die gesamte Justizausbildung der Besatzungszone in Babelsberg zu konzentrieren. Die historische Einrichtung im Schloss wurde in dieser Zeit kaum gepflegt. So rissen die Bauarbeiter sämtliche Kamine und Öfen des 19. Jahrhunderts von den Wänden und entsorgten den Schutt westlich vom Schloss. 2003 wurden die Überreste bei einer Grabung entdeckt und anschließend untersucht. Es gelang unter anderem, die Überreste eines aus Marmor und Sandstein gefertigten Kamins aus dem Speisezimmer des Schlosses zu identifizieren. Das Objekt war ein Geschenk der russischen Zarin von 1849.

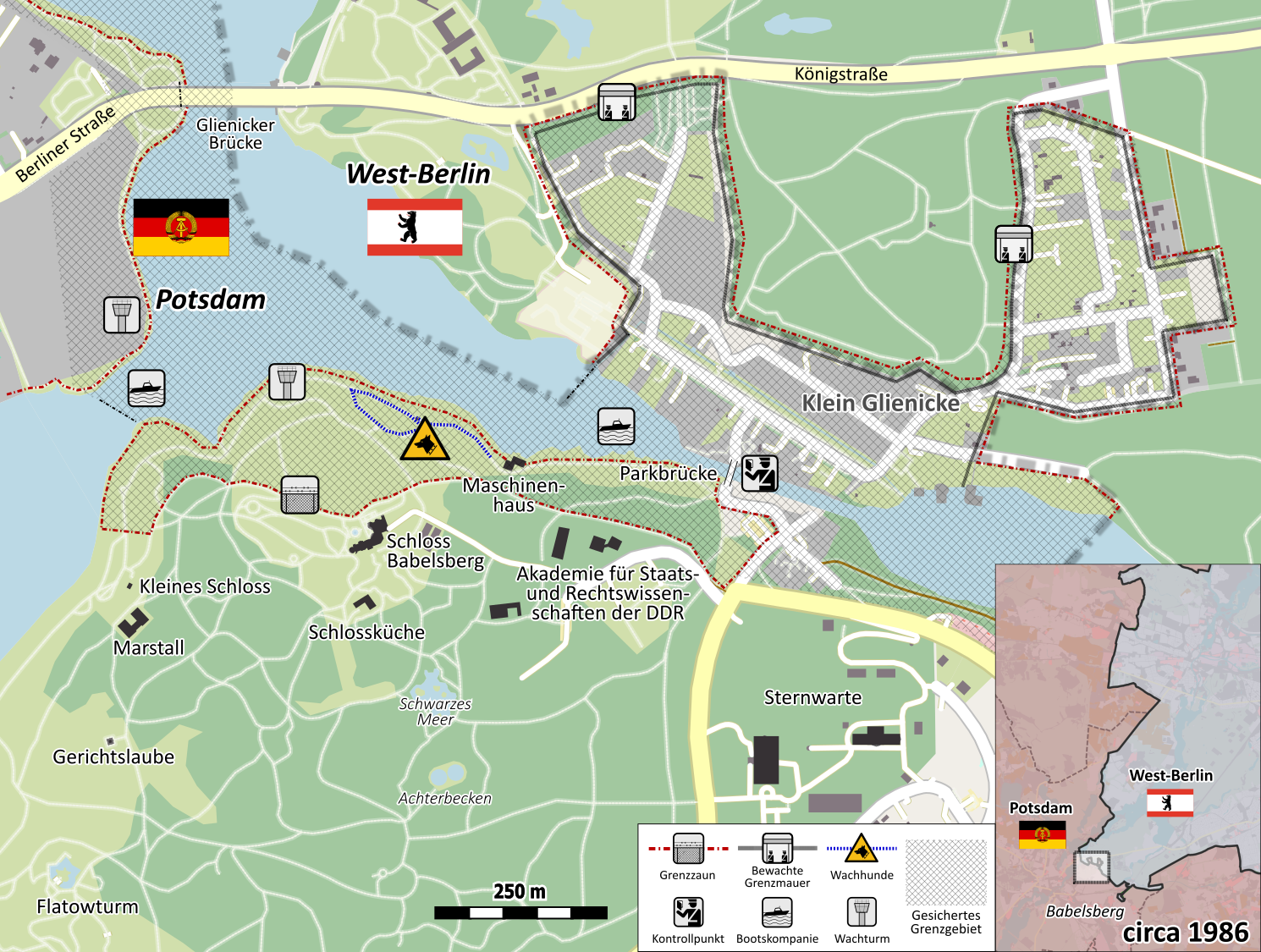
Nördlich von Schloss Babelsberg lag während der deutschen Teilung das Grenzgebiet zwischen West-Berlin und der Deutschen Demokratischen Republik. Zur Verhinderung von Fluchtaktionen aus Potsdam nach West-Berlin ließ die Regierung der DDR ab 1961 Maschendrahtzäune, Hundelaufanlagen, Kolonnenwege und Grenztürme in dem Bereich anlegen.

Im Oktober 1954 wurde in den Räumlichkeiten des Schlosses die Hochschule für Film und Fernsehen gegründet. In den ersten Jahren gelang es jedoch nicht, die erforderliche Filmausstattung bereitzustellen. Es fehlte beispielsweise an Schneidetischen, Kameraapparaten und Lampen. Die ehemaligen Appartements der Kaiserfamilie dienten nun 48 Studenten als Wohnung und Seminarort. Den Tanzsaal konnten sie im Sommer für festliche Aktivitäten nutzen. Im Winter erwies sich die Beheizung aller Räume als schwierig. Anfang der 1960er Jahre endete das studentische Leben im Schloss: Wegen der Nähe zu West-Berlin fürchteten die verantwortlichen Stellen, Studenten könnten vom Gelände der Hochschule aus in den Westen flüchten. Die Einrichtung musste das Schloss daher verlassen.
Schloss Babelsberg beherbergte ab 1963 ein Museum für Ur- und Frühgeschichte, das für die DDR-Bezirke Potsdam, Frankfurt (Oder) und Cottbus zuständig war. Die Dauerausstellung zog auf etwa 350 Quadratmeter Fläche in das erste Geschoss ein. 1967 wurde zunächst ein erster Teilbereich der Öffentlichkeit zugänglich gemacht. Die Ausstellung wurde bis 1976 umgestaltet und etappenweise erweitert. Danach kam es an der Ausstellung bis zum Ende der DDR zu keinen größeren Änderungen mehr. Der Museumsbetrieb sah sich mit mehreren Schwierigkeiten konfrontiert: Im Winter konnte das Schloss nicht öffnen, denn die Räume ließen sich nicht wirkungsvoll beheizen. Auch lag das Museum abseits der touristischen Hauptattraktionen Potsdams und durch die Nähe zum DDR-Grenzgebiet war es verkehrstechnisch nur schwer zu erreichen. Aus Gründen des Denkmalschutzes durften die Wandflächen nicht für Ausstellungszwecke verwendet werden. Die Museumsmitarbeiter konnten dementsprechend nur mit Vitrinen und Stellwänden arbeiten.

#### Seit der Wiedervereinigung
1990 wurden erste Räume den Staatlichen Schlössern und Gärten Potsdam-Sanssouci überlassen. Das ehemalige Vor-, Empfangs- und Wohnzimmer Augustas sowie der Teesalon, die Bibliothek und der Tanzsaal konnten nun als Schlossmuseum den Besuchern zugänglich gemacht werden. Im Dezember 1990 nahm die UNESCO Schloss und Park Babelsberg ins Welterbe auf. Die ehemalige Residenz gilt seither zusammen mit anderen Schlössern und Parkanlagen in Potsdam und Berlin als Teil eines Ensembles von „außergewöhnliche[m], universellen Wert“.
Eine Restaurierung der Innenräume wurde dennoch zunächst nicht unternommen. Die Schlösserstiftung stellte Möbel aus ihrem Depot auf. Erst 1999 gab das Museum für Ur- und Frühgeschichte seine Präsenz im Schloss vollständig auf. Es blieb bis 2008 geschlossen und zog als Archäologisches Landesmuseum Brandenburg in das ehemalige Dominikanerkloster St. Pauli in Brandenburg an der Havel ein. Für die künftige Nutzung des Schlosses existierten verschiedene Konzepte. Die Stiftung Preußische Schlösser und Gärten plante beispielsweise zeitweise die Umgestaltung zu einem Besucherzentrum für den Tourismus oder – auf Anregung der Bundesregierung – die Einrichtung von Repräsentations- und Gastronomieräumen in einem neuen Anbau. In den späten 2000er Jahren setzte sich jedoch der Plan eines Museumsbetriebes mit Fokus auf das Deutsche Kaiserreich durch.
In der Folge schienen umfangreiche Restaurierungen notwendig. Für die Hüllensanierung und die Wiederherstellung der umliegenden Terrassenanlagen von Schloss Babelsberg bewilligten der Bund und die Länder Brandenburg und Berlin 9,7 Millionen Euro. Die Arbeiten dauerten von 2013 bis 2016. In dieser Zeit wurden an der Schlossfassade Schäden kartiert, der Zustand des Baumaterials untersucht und das Mauerwerk von Schmutz gereinigt. Das vorrangige Ziel der Arbeiten bestand darin, dem Gebäude trotz der verschiedenen Baumaterialien ein farblich einheitliches Aussehen zurückzugeben. Insbesondere die Ziegel hatten sich durch den Kontakt mit Kohlenstoffdioxid verschwärzt. Für die gewünschte Aufhellung experimentierte die Stiftung mit unterschiedlichen Reinigungsmethoden. Erfolg zeigte eine Laserreinigung, bei der Laserstrahlen die Verunreinigungen an der Fassadenoberfläche verdampfen ließen. Außerdem ersetzten Handwerker verwitterte oder beschädigte Ziegel und verfugten an einigen Stellen das Mauerwerk neu. Seit 2019 werden die Innenräume restauriert und sollen für die museale Nutzung vorbereitet werden. 2001 wurde das Schloss erstmals für Sonderausstellungen genutzt.

## Beschreibung

### Lage und Umgebung

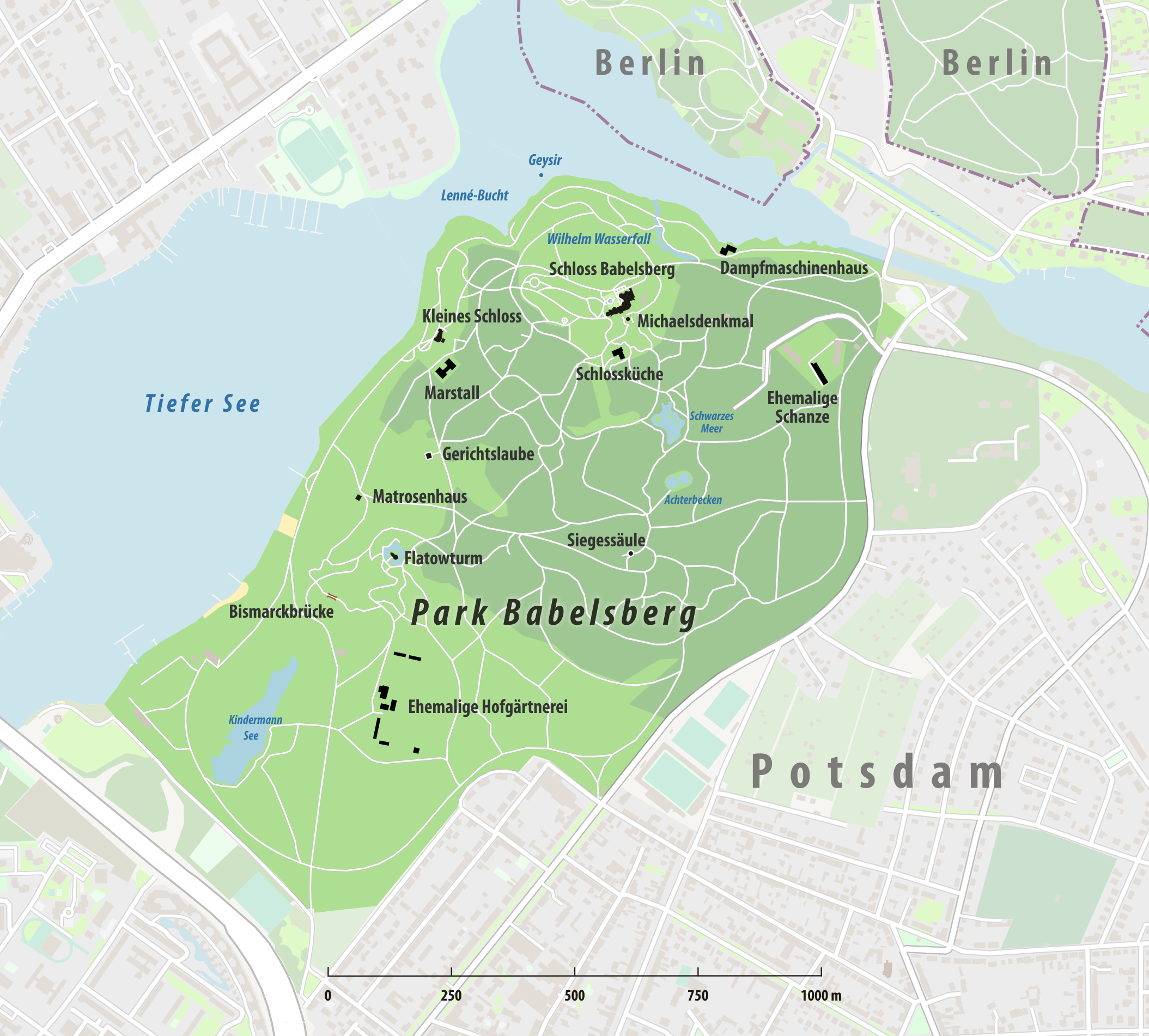
Schloss Babelsberg liegt heute im nördlichen Areal von Park Babelsberg

Um das Schloss herum legte Lenné ab 1833 einen englischen Landschaftsgarten an, den Park Babelsberg. Dieser grenzt im Westen an den Tiefen See der Havel und im Norden an den Glienicker See an. 1842/1843 übernahm Fürst Pückler die Gestaltung des zu den Seen abfallenden, hügeligen Geländes. Er ließ Lennés Wegenetz erweitern und stellte die Wasserversorgung der Fontänen, Brunnen, Wasserfälle und Bäche durch ein 20 Kilometer langes System unterirdischer Wasserleitungen sicher. Mittels einer Dampfmaschine im Maschinenhaus des Parks wurde das erforderliche Wasser aus der Havel abgepumpt. Zur Zeit des Schlossbaus war das Gelände, auf dem Schloss Babelsberg entstand, noch nicht in die Stadt Potsdam eingemeindet. Die Residenz lag in der Nähe der ehemaligen Kolonistensiedlung Nowawes.
Für die Anreise nach Schloss Babelsberg ließ sich Wilhelm I. 1863 in Neuendorf einen eigenen Haltepunkt an der Berlin–Potsdamer Eisenbahnstrecke errichten. Von hier aus fuhr er mit der Kutsche bis zu seiner Residenz. Seit Anfang der 1870er Jahre nutzte er den Neubabelsberger Bahnhof am Griebnitzsee, der näher am Schloss lag. Der Kaiser war 1872 für eine direkte Straßenanbindung bereit, angrenzendes Forstgelände an die königlichen Bauräte Hermann Ende und Wilhelm Böckmann zu verkaufen. Auf diese Weise konnte die vom Bahnhof zum Schloss führende Kaiserstraße, die heutige Karl-Marx-Straße, angelegt und bebaut werden. So entstand die Hauptachse der in dieser Zeit entstehenden Villenkolonie Neubabelsberg, in die zahlreiche Unternehmer, Bankdirektoren, Regierungsbeamte, Ärzte und Künstler aus Berlin zogen. Die Bahnanbindung wurde an Sonntagen auch von Berlinern genutzt, um den Park und die Innenräume von Schloss Babelsberg zu besichtigen, Letztere nur bei Abwesenheit des Monarchen und nach vorheriger Anmeldung beim Haushofmeister. Der Park durfte nach 10 Uhr morgens selbst dann besucht werden, wenn Wilhelm in Babelsberg weilte.
Das Schloss war in seiner Namenssymbolik für die Nationalsozialisten von großer Bedeutung, denn in ihrer völkischen Ideologie missfiel ihnen der slawische Ortsname Nowawes. Aus diesem Grund wurde die 1938 mit Neubabelsberg vereinigte Stadt nach dem Schloss umbenannt. Der Name Babelsberg wurde einer germanischen Sprache zugeschrieben. Tatsächlich leitet sich der Wortteil Babel jedoch von dem ebenfalls slawischen Wort Bobe ab, was so viel wie Biber bedeutet und sich auf die an der Havel ursprünglich zahlreich vorkommenden Nager bezog. Seit einer weiteren Eingemeindung 1939 gehört das Schloss wie ganz Babelsberg zur Stadt Potsdam.

### Baustilistische Einordnung
Das Schloss lässt sich der Burgenromantik und Mittelalterbegeisterung des 19. Jahrhunderts zuordnen. Als Vorbild dienten meist nicht „echte“ Bauwerke aus dem Mittelalter, sondern zeitgenössische englische Landsitze, die den früheren gotischen Tudorstil nachahmten. Durch Kupferstiche wurden diese adligen Anwesen auch in Kontinentaleuropa bekannt. So ließ sich Schinkel maßgeblich von dem ab 1824 umgestalteten Windsor Castle inspirieren. Babelsberg spielte in dieser Hinsicht eine besondere Rolle, denn anschließend entstand in Kontinentaleuropa eine Reihe stilistisch ähnlicher Residenzen, die sich an Windsor Castle anlehnen. Dazu zählen unter anderem Schloss Hohenschwangau bei Füssen, Schloss Pierrefonds bei Compiègne und Schloss Marienburg bei Hildesheim. Nach Meinung von Gottfried Riemann stellt Schloss Babelsberg zusammen mit Schloss Hohenschwangau für die neogotische Architektur in Deutschland eine Zäsur dar. Zwar bauten deutsche Landesherren bereits Ende des 18. Jahrhunderts, etwa im Wörlitzer Park, in diesem Stil. Die neogotischen Gebäude blieben jedoch meist noch bloßes Zierwerk und hatten keinen „unmittelbaren Nutzcharakter“. Erst mit Schloss Babelsberg sei die Schwelle hin zu neogotischen Wohnbauten erreicht worden. Babelsberg weist typische Elemente der Romantik und Neogotik auf, etwa die unregelmäßige Höhe der Türme, Erker und Zinnen. Englisch inspiriert sind insbesondere die alle Bauteile umlaufende Zinnenbekrönung, der unregelmäßige Grundriss und die rechteckigen zwei- oder dreiteilig gegliederten Fensterrahmungen. Viele Anregungen könnte Schinkel dem von Humphry Repton verfassten Architekturmusterbuch Fragments on the theory and practice of landscape gardening entnommen haben. Der Bauforscher Manfred Klinkott vermutet, dass Augusta ihm dieses Werk empfahl. Von Bedeutung für Schloss Babelsberg ist vor allem eine architektonische Idealdarstellung nach Seite 20. Das Blatt mit dem Untertitel A design to exemplify irregularity of outline in castle Gothic (Ein Entwurf zur Veranschaulichung der Unregelmäßigkeit des Umrisses in der Burggotik) wirbt im Unterschied zu Windsor Castle für ein asymmetrisches Modell, das Schinkel aufgriff. Als weitere mögliche Vorbilder gelten Eastnor Castle, Gwrych Castle und East Cowes Castle.
Bei dem Bau handelt es sich um das einzige heute zu Potsdam gehörende Schloss, das der neogotischen Residenzarchitektur englischer Prägung zugerechnet werden kann. Bei anderen Gebäudetypen in der Stadt zeigte sich der neogotische Stil dagegen schon früher, etwa bei dem Nauener Tor und der Gotischen Bibliothek im Neuen Garten. Für die Potsdamer Parkanlagen war Schloss Babelsberg der vorletzte Schlossbau. Nur Schloss Cecilienhof im Neuen Garten entstand zu Beginn des 20. Jahrhunderts noch später. Die Babelsberger Residenz gilt als der größte verwirklichte Potsdamer Schlossbau des 19. Jahrhunderts.

### Bauteile

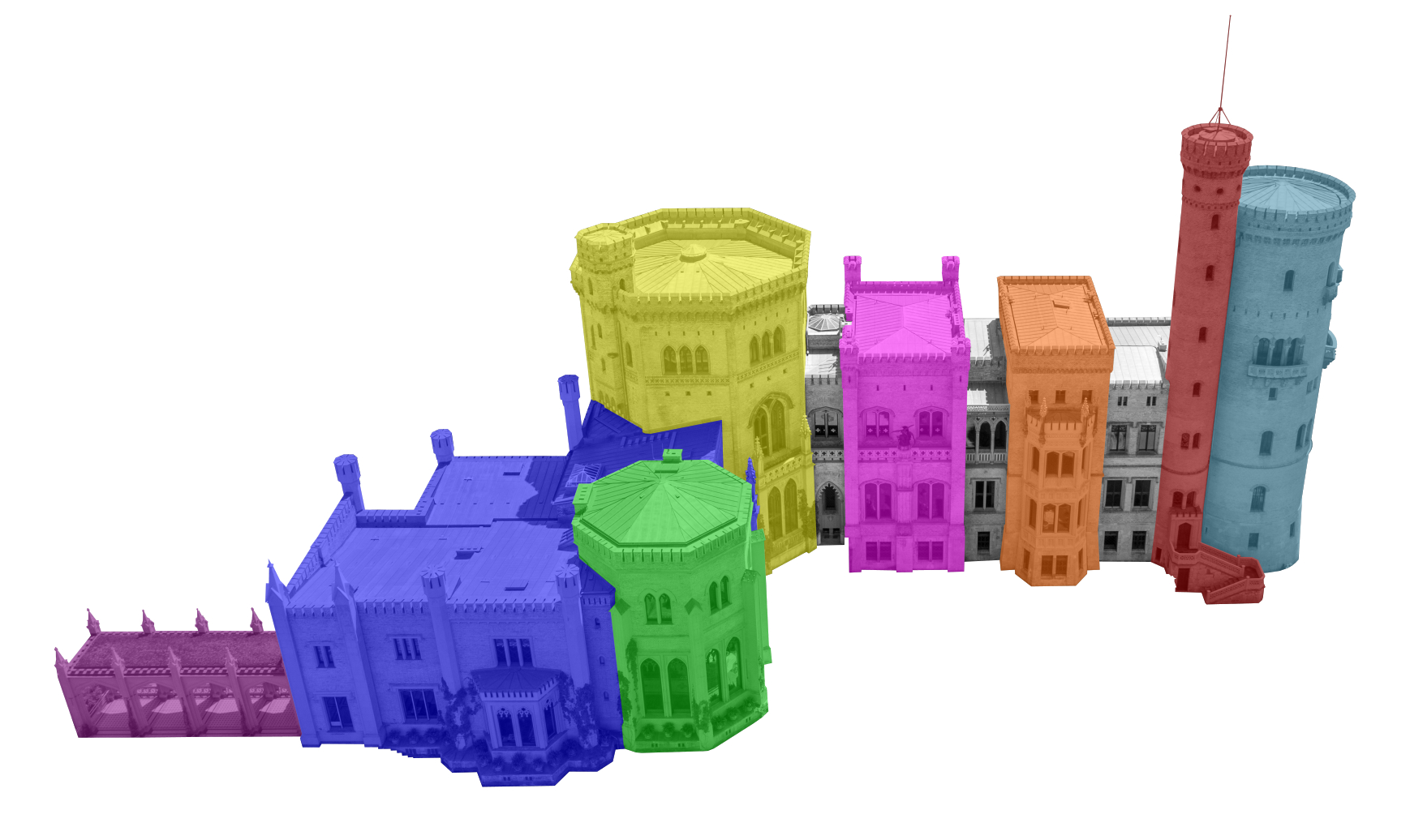
Bauteile des Schlosses:
Schinkelbau (1833–1841):
Pergola
Wohnbau Augustas und Wilhelms
Oktogonturm des Teesalons und Wilhelms Arbeitszimmer
Erweiterungsbau von Persius und Strack (1844–1849):
Oktogonturm des Tanzsaals
Speisesaalbau
Erkerbau
Treppenturm
Dicker Turm

Das Schloss weist einen asymmetrischen, etwa L-förmigen Grundriss auf. Es nimmt eine Fläche von gut 1200 Quadratmetern ein. Die nach Süden ausgerichteten Bauwerksteile vom Dicken Turm bis zum Oktogonturm des Tanzsaals messen in der Länge etwa 55 Meter. Am Oktogonturm des Tanzsaals zweigt der Gebäudekomplex im rechten Winkel in nördliche Richtung ab und misst gut 30 Meter. Die Bauwerksbreite variiert zwischen 10 und 15 Meter. Die einzelnen Baukörper des Schlosses erreichen eine Höhe von rund 20 Metern. Die mit Abstand höchsten Baukörper sind der Dicke Turm mit 28 Metern und der schlankere Treppenturm mit rund 32 Metern. Beide Rundtürme stehen benachbart zueinander im Südwesten der Anlage, der alles überragende Treppenturm trägt noch einen Fahnenmast auf seiner Spitze.
Das Schloss gliedert sich in den Schinkelbau und den unter Persius und Strack entstandenen Anbau aus zwei Flügeln. Der Schinkelbau besteht aus einer Pergola, einem Wohnbau und einem kleineren Oktogonturm. Die westliche Erweiterung beginnt asymmetrisch versetzt zum östlichen Schinkelbau. Der größere Oktogonturm nahm den Tanzsaal auf und bildet das Zentrum des Schlosses. An dieses Oktogon schließt sich ein Verbindungsbau an. Er umfasst zwei hervorragende Gebäudeteile, den Speisesaalbau und den Erkerbau. Den westlichen Schlusspunkt markieren mehrere Türme.

#### Pergola
Einen architektonischen Übergang von der Blauen Terrasse zum Schloss stellt die seitlich offene und überdachte Pergola dar. Sie war ursprünglich mit acht gusseisernen Bänken ausgestattet. Die Mehrzahl davon überstand den Zweiten Weltkrieg nur fragmentarisch. Ein einziges gut erhaltenes Exemplar konnte jedoch nach der Restaurierung unterhalb der Goldenen Terrasse wieder aufgestellt werden. Die historische Bank diente 2015 als Vorlage für nachgebaute Sitzgelegenheiten. Das Dach der Pergola war ursprünglich begehbar. Wilhelm I. nutzte es, um von dort aus Rehe, Fasane und andere Vögel zu füttern. Die Tiere waren an der Südostseite des Schlosses im Zwingerhof untergebracht. Dort befand sich eine Menagerie, die sich von dem Areal vor der Pergola bis zu der Höhe des Tanzsaales erstreckte.

#### Wohnbau Augustas und Wilhelms

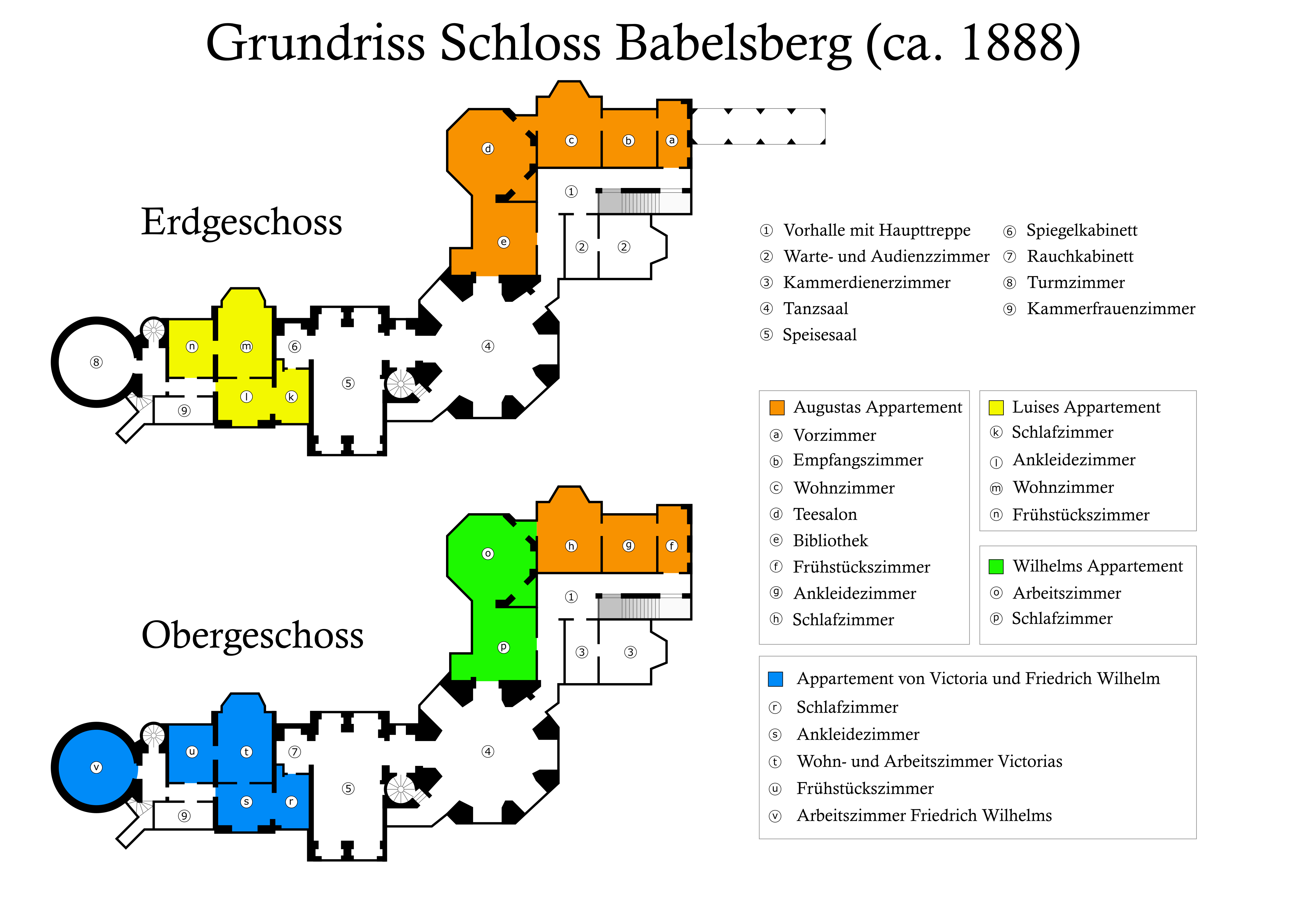
Raumgrundriss von Schloss Babelsberg um 1888

Türmchenförmige Pfeiler grenzen den Wohnbau an seiner Nordseite in drei Bereiche ein. Von Osten nach Westen vergrößert sich dabei jeweils die Breite. Das dritte Segment ist an der Nordseite durch einen Erker hervorgehoben. Wilhelm und Augusta ließen die Innenräume mit einer Vielzahl an Erinnerungsgegenständen und historisierenden Möbeln ausstatten. In dieser Hinsicht nahm Schloss Babelsberg eine großbürgerliche Wohn- und Salonkultur vorweg. Die Wohnung Augustas verteilte sich auf das Ober- und Erdgeschoss. Im Erdgeschoss lagen ihr Vor-, Empfangs- und Wohnzimmer sowie der Teesalon und ihre Bibliothek. Im Obergeschoss nutzte Augusta ein Frühstücks-, Ankleide- und Schlafzimmer.
Ihr Wohn- und Arbeitszimmer dominiert ein Erker, in dem Schreibtisch und Schreibstuhl der Prinzessin standen. Von hier aus bot sich Augusta eine Aussicht auf den Park bis hinunter zum Tiefen See und dem Jungfernsee. Der Schreibtisch in Augustas Wohn- und Arbeitszimmer ist ein Werk des Koblenzer Hoftischlers Johann Peter Mündnich. Das Möbelstück wurde 1851 möglicherweise auf der Londoner Weltausstellung präsentiert. Unklar ist, ob Augusta den Schreibtisch in Auftrag gegeben hatte oder ihn erst in London sah und erwarb. Meiner rechnet die Anfertigung „zu den auffälligsten neogotischen Schreibtischen aus der Mitte des 19. Jahrhunderts, die heute aus preußischem Schlösserbesitz bekannt sind“. Die am Weimarer Hof erzogene und hoch gebildete Augusta verbrachte viel Zeit an dem Schreibtisch, vor allem seit sie an den Rollstuhl gebunden war. Aufgrund ihrer gegensätzlichen politischen Einstellungen vermieden Augusta und Wilhelm oft ein direktes Gespräch und kommunizierten schriftlich von ihren Arbeitszimmern aus miteinander. Erhaltene Briefe erlauben Einblicke in das konfliktreiche Verhältnis des Prinzenpaares.
Augustas Bibliothek wurde 1849 durch die Zusammenlegung zweier Räume geschaffen. Es war das vormalige Wohnzimmer der Oberhofmeisterin und ein Raum, der vom Küchenpersonal zum Anrichten der Speisen genutzt wurde. Im Zuge des Umbaus wurde die Treppe zur ehemaligen Küche im Keller abgetragen. An die Stelle der Durchreiche zu dem früheren Speisesaal, der nun zum Teesalon umfunktioniert wurde, trat eine Tür. Der Kamin, die hölzerne Wandverkleidung und die beiden Bücherschränke der Bibliothek folgten weitgehend den Entwürfen Stracks. Die Schränke nahmen die gesamte Ostseite des Raumes ein. Für sie ließ Strack die Wandfragmente eines süddeutschen Chorgestühls wiederverwenden und durch neue Einbauten zu einem spätgotischen Erscheinungsbild vervollständigen. Die in der Gestalt eines Fächergewölbes gestaltete Decke besteht aus Stuck und Holz. Sie ist nach dem Wunsch Augustas einem gusseisernen Vorbild in Windsor Castle nachempfunden.

#### Oktogonturm des Schinkelbaus
Auf das Arbeitszimmer folgte in westlicher Richtung der Teesalon Augustas. Der Raum liegt in einem achteckigen Turm, dem kleineren Oktogon, und wurde vor der Erweiterung des Schlosses als Speisesaal genutzt. Augusta gebrauchte ihn später für kleinere Abendgesellschaften. Der Raum war entsprechend mit einer runden Sofabank im Zentrum und mehreren Armlehnstühlen ausgestattet. An der Decke hing ein vergoldeter Zinkkronleuchter. Hauptmerkmal des Salons waren die großen Fenster, die einen direkten Ausblick zur Glienicker Brücke erlaubten.
Zu der Privatwohnung Wilhelms gehörten in Schloss Babelsberg zwei große Räume: Sein Arbeits- und Schlafzimmer lagen im Obergeschoss. Für sein Arbeitszimmer ließ Wilhelm den alten Parkettboden aus dem ehemaligen Generalkommando, seiner im Umbau befindlichen Berliner Winterresidenz, wiederverwenden. Nach Einschätzung von Samuel Wittwer, dem Direktor der Abteilung Schlösser und Sammlungen der Stiftung Preußische Schlösser und Gärten Berlin-Brandenburg, glich das Arbeitszimmer dem „Kabinett eines Sammlers“. Es war reich mit Bildern und Erinnerungsstücken auf dem Schreibtisch ausgestattet. Zu den Objekten auf dem Schreibtisch gehörte eine Marmorhand, die – wie Wittwer annimmt – an Elisa Radziwiłł erinnern sollte. Bevor Wilhelm Augusta heiratete, hatte er sich um deren Hand bemüht. Aus dynastischen Gründen durfte der Prinz Elisa allerdings nicht ehelichen. Ein Aquarellporträt, das seine Jugendliebe darstellt, verwahrte Wilhelm ebenfalls in seinem Arbeitszimmer. Das Bildnis fertigte Ludwig Sebbers 1835 an. Laut dem Schriftsteller Friedrich Wilhelm Adami konnte es mittels eines Deckels geschlossen werden. Auf diese Weise soll Wilhelm zu Lebzeiten angeblich die Darstellung den Blicken der Schlossbesucher entzogen haben. Ansonsten hingen Porträts der Hohenzollern-Familie und des russischen Zaren Nikolaus I. an den Wänden des Zimmers. Das Gedenken an die Schlacht bei den Düppeler Schanzen hielt ein Tintenfasshalter in der Gestalt einer Kanone fest. Das Schreibzeug ist im verkleinerten Maßstab einem der im Deutsch-Dänischen Krieg erbeuteten Geschütze nachempfunden. Das im Obergeschoss gelegene Arbeitszimmer konnte Wilhelm nach Süden in sein Schlafzimmer oder nach Osten in die Privaträume Augustas verlassen. Wilhelms Schlafzimmer war über einen Korridor mit den Räumlichkeiten der Kammerdiener verbunden.

#### Oktogonturm des Erweiterungsbaus

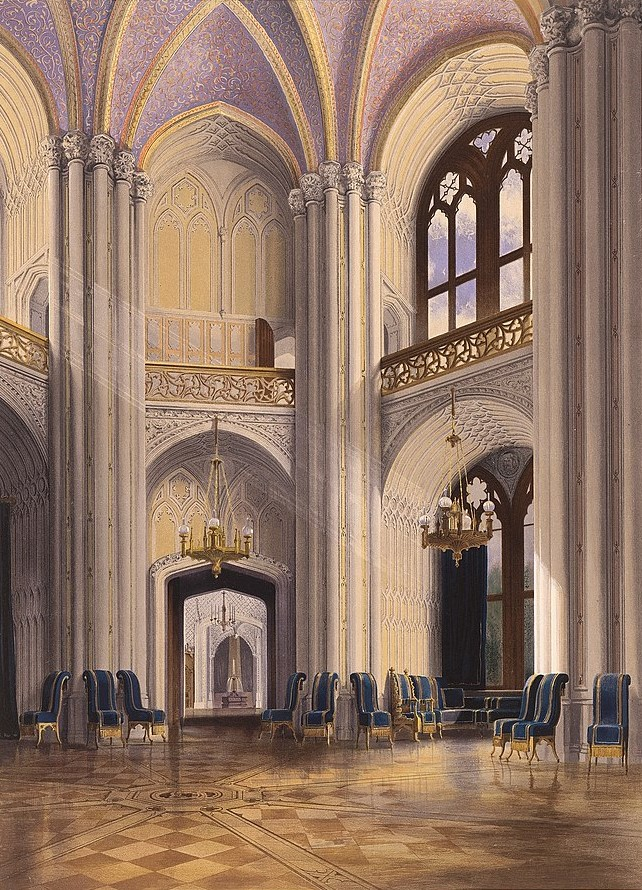
Der Tanzsaal 1853, Carl Graeb

Im Erweiterungsbau von Persius und Strack lagen die beiden Hauptrepräsentationssäle: der Tanzsaal und der Speisesaal. Wie der Teesalon war auch der Tanzsaal in einem – allerdings größeren – Oktogonturm untergebracht. Der Raum bildet das Zentrum des Schlosses und verbindet den unter Schinkel errichteten alten Schlossflügel mit dem Anbau. Das Rippengewölbe des Saals versah Strack mit einer Ausmalung, die sich an mittelalterlichen Handschriften orientierte: Musik spielende Putten und Blätterverzierungen verweisen dabei auf die Funktion als Festsaal des Schlosses. Der Tanzsaal erstreckt sich über zwei Stockwerke. Im oberen Bereich umrundet eine Empore den Saal, von der aus Wilhelm seine Privatgemächer im Obergeschoss erreichen konnte. Die Empore wurde von den Chorumgängen in Kathedralen inspiriert. Unterhalb der Fenster und der Empore ermöglichten Nischen den Gästen einen Rückzug aus dem Hauptgeschehen der Feierlichkeiten. Sie konnten dort auf Stühlen Platz nehmen und zur Konversation übergehen. Die meisten höfischen Festivitäten zur Zeit Wilhelms fanden allerdings in dem damaligen königlichen Palais in Berlin statt. Dort wurden während jeder Wintersaison ein bis zwei Hofbälle veranstaltet. Bekannt ist, dass Wilhelm und Augusta am 11. Juni 1854 in Schloss Babelsberg ihre Silberhochzeit begingen: Hier empfing das Prinzenpaar feierlich die königliche Familie und besuchte anschließend einen Gottesdienst in der Potsdamer Friedenskirche.

#### Speisesaalbau, Erkerbau und die Westtürme
Der Speisesaal schließt sich direkt an den Tanzsaal an und reichte ursprünglich ebenfalls über zwei Etagen. Zu den Prunkstücken des Raumes zählte ein Kamin, dessen figürliche Darstellung der Stuckateur und Bildhauer Friedrich Wilhelm Dankberg anfertigte. Dargestellt waren die brandenburgischen Kurfürsten, Wilhelms Vorfahren. Der Kamin war vermutlich ein Geschenk der russischen Zarin an den preußischen Prinzen und wurde wahrscheinlich von Strack entworfen. Wenn keine Gäste zu bewirten waren, speiste das Prinzenpaar nicht im großen Speisesaal, sondern in dem Frühstückszimmer Augustas. Hier führte Wilhelm häufig auch Unterredungen mit dem preußischen Ministerpräsidenten Otto von Bismarck.
Ab 1856 wurden Räumlichkeiten im Erweiterungsbau des Schlosses umgestaltet. Davon waren das Obergeschoss und der Rundturm betroffen. Hier zogen 1858 Kronprinz Friedrich Wilhelm und seine Gemahlin Victoria ein. Als Tochter der englischen Königin ließ Victoria ihre Appartements im Stil des Osborne Houses und Balmoral Castle herrichten.

### Außenbereich

#### Schlossterrassen

Karte der vier Terrassen von Schloss Babelsberg im heutigen Zustand

Über zahlreiche Türen konnten Wilhelm und Augusta direkt die Terrassen des Schlosses betreten, die mit ihrer reichen Ausstattung an Figuren und wertvollen Böden als eine Erweiterung der Schlossinnenräume angelegt waren. Im Nordosten grenzt die Blaue Terrasse an das Schloss an: Der Boden wird von einem blauen bandartigen Belag aus glasierter Keramik, der sogenannten Majolika, verziert.
Westlich von der Blauen Terrasse beginnt – ebenfalls an der Nordseite des Schlosses gelegen – die Goldene Terrasse. Sie befindet sich vor dem von Schinkel erbauten östlichen Teil des Schlosses. Die dortigen Begrenzungen der Blumen- und Rasenbeete wurden mit Vergoldungen überzogen und geben der Terrasse ihren Namen. Eine gusseiserne Balustrade mit Fischblasenornament umschließt die Goldene Terrasse nach außen. Den Boden um die Beete bedecken Marmorpflaster. Eine Besonderheit der Goldenen Terrasse ist die sogenannte Blumenfontäne Pücklers. Bei der Konstruktion handelt es sich um ein Gestell teils aus Golddrähten. Die eingepflanzten blauen Blumen sollten ähnlich wie Wasserstrahlen in einem Brunnen abwärts in ein Bassin „fließen“.
Nach Westen hin folgt die vor dem Erweiterungsbau liegende Porzellanterrasse. Sie liegt einen Meter tiefer als die Goldene Terrasse. Der Name Porzellanterrasse lässt sich auf die ehemals hier vorhandenen Plastiken und Sitzgelegenheiten aus Porzellan zurückführen. Dominiert wird die Terrasse von einem Springbrunnen, dem sogenannten Städtebrunnen, auch Gerhardsbrunnen genannt. Ihn schenkte die Kölner Dombauhütte 1863 dem preußischen König in Anerkennung dafür, dass er sich an der Finanzierung des Domweiterbaus beteiligte. Damals waren zwar die Arbeiten am Innenraum des Kölner Doms schon abgeschlossen, aber es mussten noch Einnahmen für die Vollendung der Westfassade mit den beiden Türmen aufgetrieben werden. Die feierliche Entgegennahme des Städtebrunnens sollte den König zu einem Besuch in Köln veranlassen. Am 10. Mai 1864 erschien Wilhelm tatsächlich auf dem Kölner Neumarkt. Nach einer Parade wurde ihm feierlich der Brunnen präsentiert. Er setzt sich aus Steinen zusammen, die teils der originalen Wandfüllung des Kölner Doms entstammen und teils für die Kathedrale selbst nicht verbaut werden konnten. Eine Figur des ersten Kölner Dombaumeisters Meister Gerhard schließt den Städtebrunnen nach oben ab.
Auf der gegenüberliegenden südwestlichen Schlossseite erstreckt sich die in Stufen ansteigende Voltaireterrasse. Sie verdankt ihren Namen 20 Linden, die ursprünglich vor einem Anwesen standen, in dem einst der französische Philosoph Voltaire während seines Aufenthalts am preußischen Königshof Friedrichs II. untergebracht war. Strack ließ in einer oberen Seitennische der Voltaireterrasse einen Brunnen aus Marmor errichten. Der Bau besteht aus einem sechseckigen Becken und einer Mittelsäule mit einem weiteren kleineren Wasserbecken, das von sechs Delfinköpfen als Wasserspeier gespeist wird. Den oberen Abschluss der Mittelsäule bildete ursprünglich eine nicht erhalten gebliebene Heroldsfigur. Sie hielt eine Fahne in Händen, auf welcher der 11. Juni 1829 und der 11. Juni 1854 eingraviert waren, die Tage der Trauung und Silberhochzeit der Schlossherrn. Zu letzterem Anlass wurde der Jubiläumsbrunnen aufgestellt.

#### Tierplastiken und Vogelbaum
Auf der Porzellanterrasse standen ursprünglich viele Tierplastiken. Den Zweiten Weltkrieg überdauerten davon unter anderem drei steinerne Hundefiguren: die Darstellung einer Bulldogge, eines Neufundländers und einer Ulmer Dogge. Erstere steht am nordwestlichen Rand der Terrasse und wird der deutsch-amerikanischen Bildhauerin Elisabet Ney zugeschrieben. Deren Urheberschaft ist jedoch nicht sicher, da die Inventarakten des Schlosses die Skulptur nicht erwähnen. Die Künstlerzuordnung beruht ausschließlich auf der Beobachtung, dass ein im texanischen Elisabet Ney Museum ausgestelltes Gipsmodell der Steinplastik stark ähnelt und möglicherweise als Vorlage diente. Nach Einschätzung der Kunsthistorikerin Dagmar von Stetten-Jelling könnte Ney die Skulptur 1896 bei einer Deutschlandreise verkauft haben. Die „Bulldogge“ wurde nach dem damals neuartigen Steingussverfahren angefertigt. Die Darstellung ist nach Meinung der Kunsthistorikern Sibylle Einholz Tyras, dem Hund von Neys Vater, nachempfunden. Die Stiftung Preußische Schlösser und Gärten schreibt auch die anderen Hundeskulpturen Ney zu.
Für das Außengelände von Schloss Babelsberg wurden außerdem Werke des Metzer Tierbildhauers Christophe Fratin erworben. Am nördlichen Rand der Goldenen Terrasse ist die vom Künstler signierte Bronzeplastik Adler und Geier kämpfen um eine Gämse (französischer Originaltitel: Aigle et vautour se disputant un chamois) platziert. Sie entstand 1839 in Fratins Pariser Werkstatt. Auf das Jahr 1851 datiert eine weitere erhaltene Bronzegruppe des Bildhauers. Sie zeigt den Kampf zwischen Adler und Geier um einen Hirsch und befindet sich auf einer Balustrade des Speisesaalbaus.
Neben den bildhauerischen Werken des 19. Jahrhunderts ist im Schlossbereich auch eine Plastik der Modernen Kunst vertreten. Unterhalb der Porzellanterrasse stellte die Verwaltung der Staatlichen Schlösser und Gärten Potsdam-Sanssouci 1987 ein Exemplar der Bronzeplastik Vogelbaum auf. Das Werk wurde von dem DDR-Bildhauer Theo Balden geschaffen. Die Platzierung moderner Kunst in den Schlossparks war sowohl in Potsdam und West-Berlin in der Zeit zwischen dem Zweiten Weltkrieg und den 1980er Jahren keine Seltenheit. Der Vogelbaum erinnert an ein früheres Kunstwerk an gleichem Standort, das in den Kriegswirren verloren ging. Es ersetzte eine neogotische Vogelvoliere.

#### Michaelsdenkmal und Schlossküche
Südlich der Voltaireterrasse steht das Michaelsdenkmal. Mit dem Bau des Monumentes im Jahr 1853 wollte der preußische König Friedrich Wilhelm IV. an den Sieg über die Revolution von 1848/1849 erinnern. Damals hatten preußische Truppen unter dem Oberbefehl von Prinz Wilhelm den Aufstand der Revolutionäre im Großherzogtum Baden niedergeschlagen. Bereits 1850 hatte der Monarch die Initiative zur Aufstellung der Invalidensäule in Berlin zum Gedenken an die in den Revolutionsjahren und im Krieg mit Dänemark gefallenen preußischen Soldaten unterstützt. Da er selbst einen großen Anteil an der Gestaltung der Potsdamer Parkanlagen hatte, gab er als Äquivalent zu dem Berliner Bauwerk im Park Babelsberg ein Denkmal in Auftrag. Es stellt den Erzengel Michael dar. Das himmlische Wesen ist gerade im Begriff, den Lindwurm der Revolution zu bezwingen. Das Denkmal stellt damit eine Analogie zum Schlossherrn her: So wie der Erzengel Michael nach christlichem Glauben den Teufel aus dem Himmel bannte, habe auch Wilhelm mit seinem Kampf gegen die Revolution über „gottfeindliche Mächte“ triumphiert.
Die Küche befand sich ab 1860 außerhalb des Schlosses in einem separaten Wirtschaftsgebäude und war über einen 300 Meter langen unterirdischen Tunnel mit dem Schloss verbunden. Die räumliche Auslagerung erfüllte den Zweck, die Gerüche der Küche von den Appartements der Schlossherren fernzuhalten. Von dem Tunnel aus gelangten die Speisen zu einer Treppe, wo sie über eine Durchreiche an den Speisesaal weitergegeben werden konnten.

#### Fenster und Türen
Die Schlossfassade hat etwa 380 Fenster und Türen. Einige dieser Fenster hatten ursprünglich keine Sprossen. Sie wurden zwischen 1849 und 1888 hergestellt und bestanden aus jeweils einem großen Stück Glas. Vor allem die Verglasungen an der Nord- und Westfront des Schlosses erlaubten einen ungehinderten Blick auf den Babelsberger Landschaftsgarten. Die Konstruktion war stilistisch allerdings ein Bruch mit der gotischen Baukunst, denn im Mittelalter konnten Fenster nur aus vielen kleinen Glasstücken zusammengesetzt werden.
Im Teesalon von Schloss Babelsberg erreichten die Verglasungen eine Höhe von etwa viereinhalb Metern und eine Breite von einem Meter. Der unbeeinträchtigte Fensterblick war in der Kulturepoche der Romantik symbolisch hoch aufgeladen: So wie ein Gemälde den Ausblick auf Landschaft inszeniert und rahmt, ließ auch der Gartenkünstler Hermann von Pückler-Muskau die Fensterperspektive auf den Babelsberger Park gestalten. Die Terrassen des Schlosses bilden den Bildvordergrund; im Sinne von Pückler einen „Salon im Freien“, der durch Balustraden begrenzt wurde. Dahinter liegt der Bildmittelgrund beziehungsweise eine Gartenfläche, der sogenannte Pleasureground, gefolgt von den Potsdamer Seen im Hintergrund. Im Zweiten Weltkrieg wurden die originalen Fensterscheiben größtenteils zerstört. Nach 1945 kam es daher zu einem Einbau von Sprossen- und Kämpferfenstern. Sie blieben dem Bauwerk bis zu der Restaurierung der Schlossfassaden erhalten. Die Stiftung Preußischer Schlösser und Gärten gab ab 2013 neue Fenster nach dem Vorbild der historischen Großverglasungen in Auftrag.
Bei der Restaurierung stellte die historische Technik das Baupersonal vor eine Herausforderung: Scheiben mit einer ähnlichen Beschaffenheit wie die der während des Zweiten Weltkrieges beschädigten Originale ließen sich nur bis zu einer Höhe von 3 Metern anfertigen. Die heutigen Fenster im Schloss setzen sich deshalb teilweise – anders als im ursprünglichen Zustand – aus zwei Glasstücken zusammen. Wie die historischen Scheiben aus dem 19. Jahrhundert weisen auch die neuen Verglasungen eine minimal gewellte Oberfläche auf. Bei den erhalten gebliebenen Scheiben wurden die in der DDR-Zeit eingebauten Sprossen und Kämpfer herausgenommen.

## Sonderausstellungen
- Im Jahr 2001 war in den Innenräumen die Ausstellung Auf den Spuren von Kronprinzessin Victoria. Kaiserin Friedrich (1840–1901) zu sehen. Die Präsentation widmete sich dem Leben der deutschen Kaiserin Victoria. Auf Schloss Babelsberg verbrachte Victoria 1858 ihren ersten Sommeraufenthalt in Preußen. Anlass für die Ausstellung war ihr 100. Todestag.[202]
- Im Jahr 2003 präsentierte die Generaldirektion der Stiftung Preußische Schlösser und Gärten Berlin-Brandenburg in Schloss Babelsberg eine Sonderausstellung mit dem Titel Ludwig Persius. Architekt des Königs. Baukunst unter Friedrich Wilhelm IV. Anlass war der 200. Geburtstag des Schinkelschülers und Architekten des Schlosses.[203]
- Von 2009 bis 2010 wurde im Rahmen der Ausstellung Brüderlicher Tafelglanz in den Schlössern Babelsberg und Glienicke das Tafelsilber der Prinzenbrüder Wilhelm und Carl gezeigt. Es war im Rahmen der Hochzeitsvorbereitungen um 1830 für die Hofhaltungen von dem Goldschmied Johann George Hossauer angefertigt worden.[204]
- 2017 war in Schloss Babelsberg die Ausstellung Pückler. Babelsberg. Der grüne Fürst und die Kaiserin zu sehen. Die Präsentation galt dem gärtnerischen Wirken des Fürsten Hermann von Pückler-Muskau. Der adlige Standesherr war ab 1842 für die Gestaltung der das Schloss umgebenden Parkanlage verantwortlich. Der Schwerpunkt der Ausstellung lag auf Pücklers freundschaftlichem Verhältnis zu Augusta und seiner Rivalität mit dem Gartenkünstler Peter Joseph Lenné, der vor Pückler Park Babelsberg gestaltete.[205]